# RömerWelt

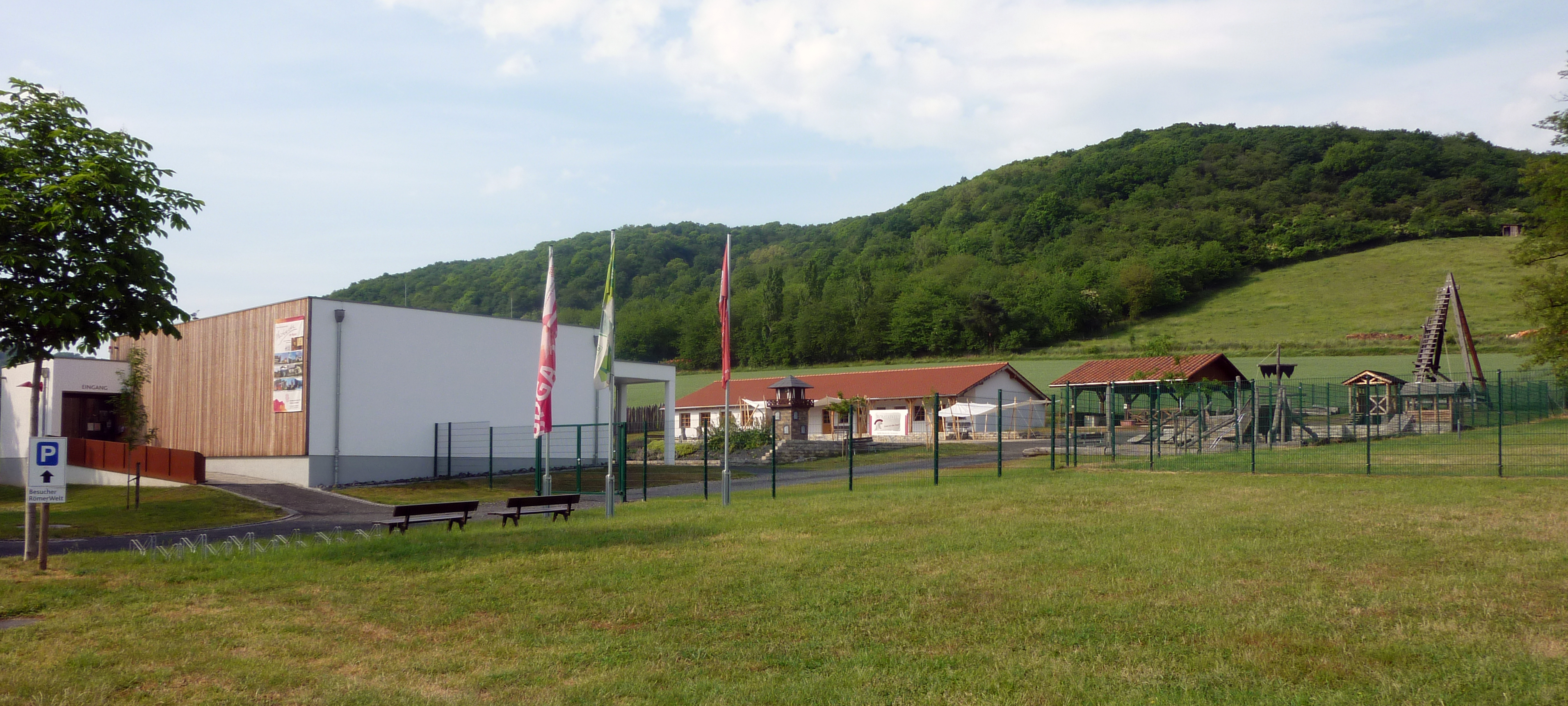
Musée de découverte sur le monde des Romains en Germanie.

Le musée de découverte « RömerWelt » sur le Caput Limitis (le début du limes de Germanie supérieure et de Rhétie) se situe dans la localité d’Arienheller qui fait partie de la municipalité de Rheinbrohl/Allemagne. C’est le centre officiel d’informations du Land de Rhénanie-Palatinat, concernant ce patrimoine de l’Unesco, qui est le limes. Le RömerWelt (littéralement le monde des Romains) a été inauguré le 23 août 2008. Il fait partie de l'association de sites touristiques « Œuvres d'art majeures entre Rhin et Moselle » (Meisterwerke zwischen Rhein und Mosel).

## «RömerWelt» le monde des Romains
Le limes était une fortification romaine qui s'étendait du Rhin à Rheinbrohl jusqu’à Ratisbonne sur le Danube, du Ier au IIIe siècle de notre ère, pour matérialiser la frontière entre l’empire romain et la Germanie (Germania Magna) qui était occupé par les peuples germaniques . 
Ce centre de découvertes s’étends sur une surface d’environ 6 000 m2 et peut être accédé depuis la route fédérale B42 en prenant la sortie Arienheller. Le bâtiment principal comprend, outre la boutique du musée, un hall d’expositions montrant de nombreux objets variés et des panneaux d’affichages sur la vie des romains en Germanie. S’ensuit la partie extérieure avec un jardin d'herbes, puis la reconstruction d’une sonnette romaine pour enfoncer les pieux, ainsi que celle d’une grue romaine.

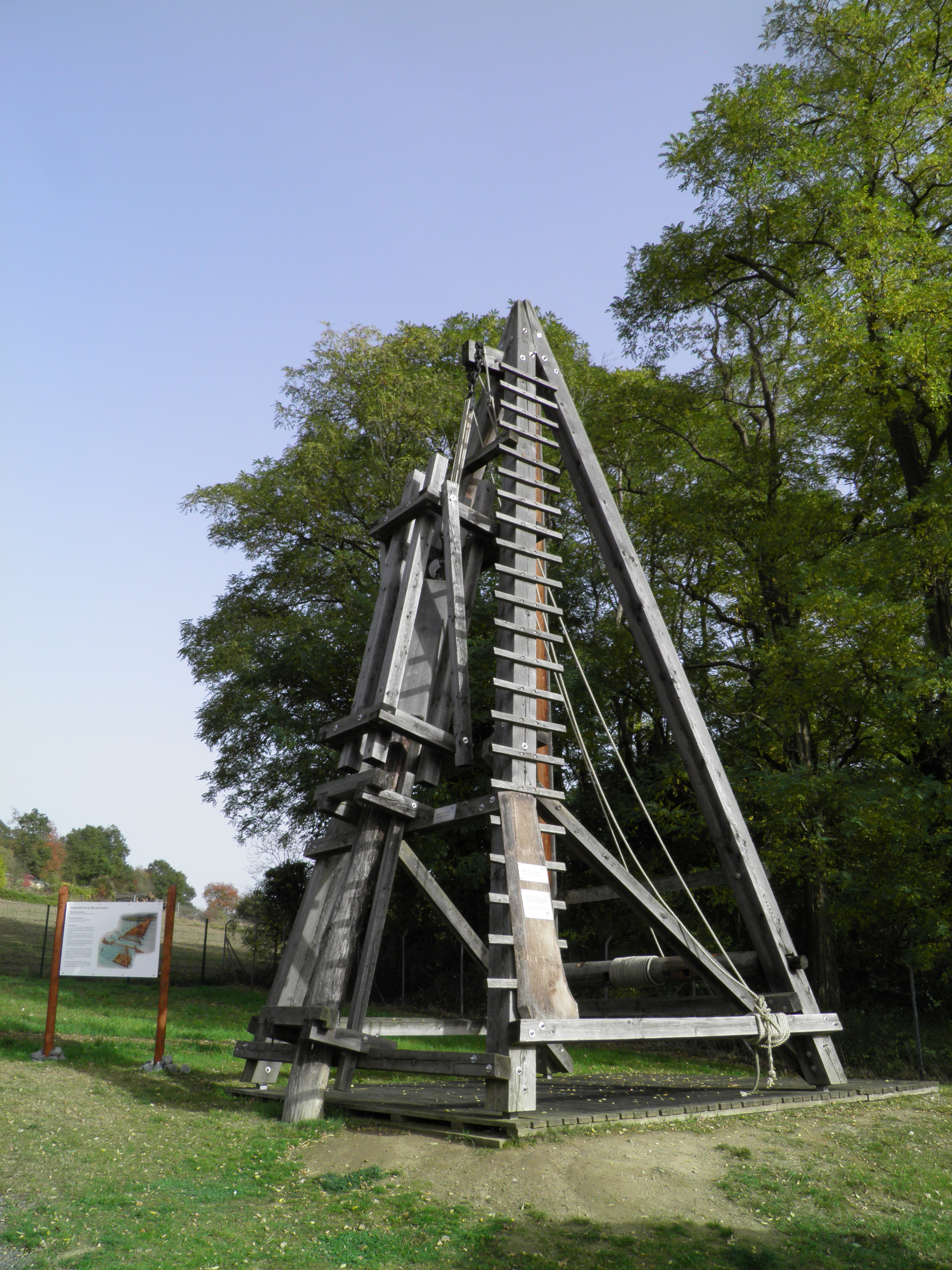
Sonnette romaine pour enfoncer les pieux.

Il y a également des ateliers de tailleurs de pierres et de forgerons, puis une reconstruction de 50 mètres de ce fameux limes qui délimitait jadis l’Empire romain à cet endroit. Dans la partie arrière se trouve le Contubernium avec la reconstruction d’un dortoir avec armurerie d’une unité militaire auxiliaire romaine, ainsi qu’une salle de jeux et une salle d’exposition sur la pêche ; puis une salle plus grande pour diverses manifestations.
Derrière le fournil romain avec moulin, cuisinière et fours à pain se trouve un terrain de tir à l'arc. Il y a également une aire de jeux pour les enfants.
Pendant la période d’ouverture qui va de mars à la mi-novembre, se tiennent des manifestations régulières sur la vie des romains, notamment les « Römertage » (les jours romains) mi-mai, et les dimanches à thème avec des ateliers ou des programmes d’action.
Le musée de découverte « RömerWelt » est géré par son propriétaire, la fondation Caput Limitis, fondée à Rheinbrohl le 22 décembre 2005.

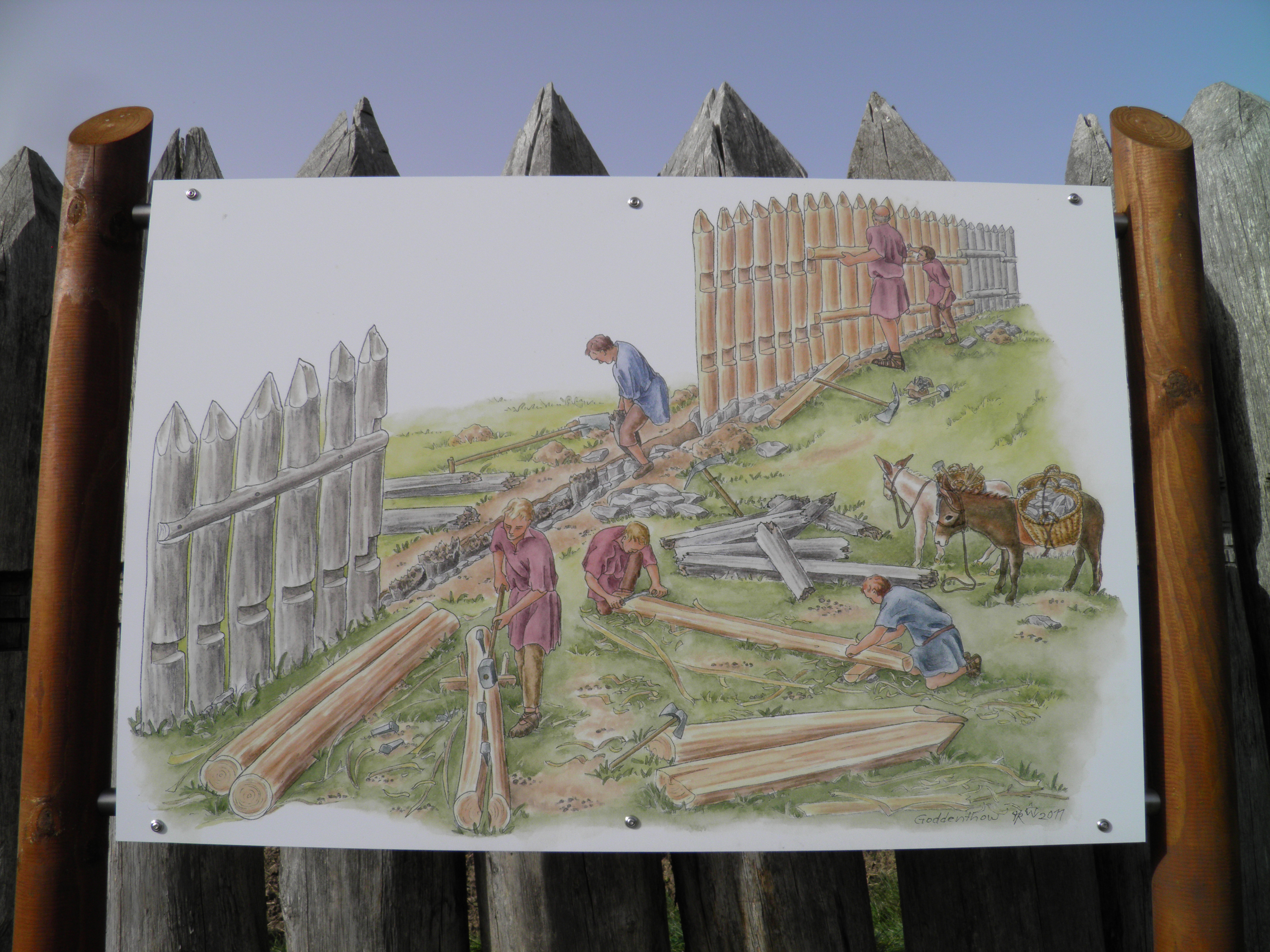

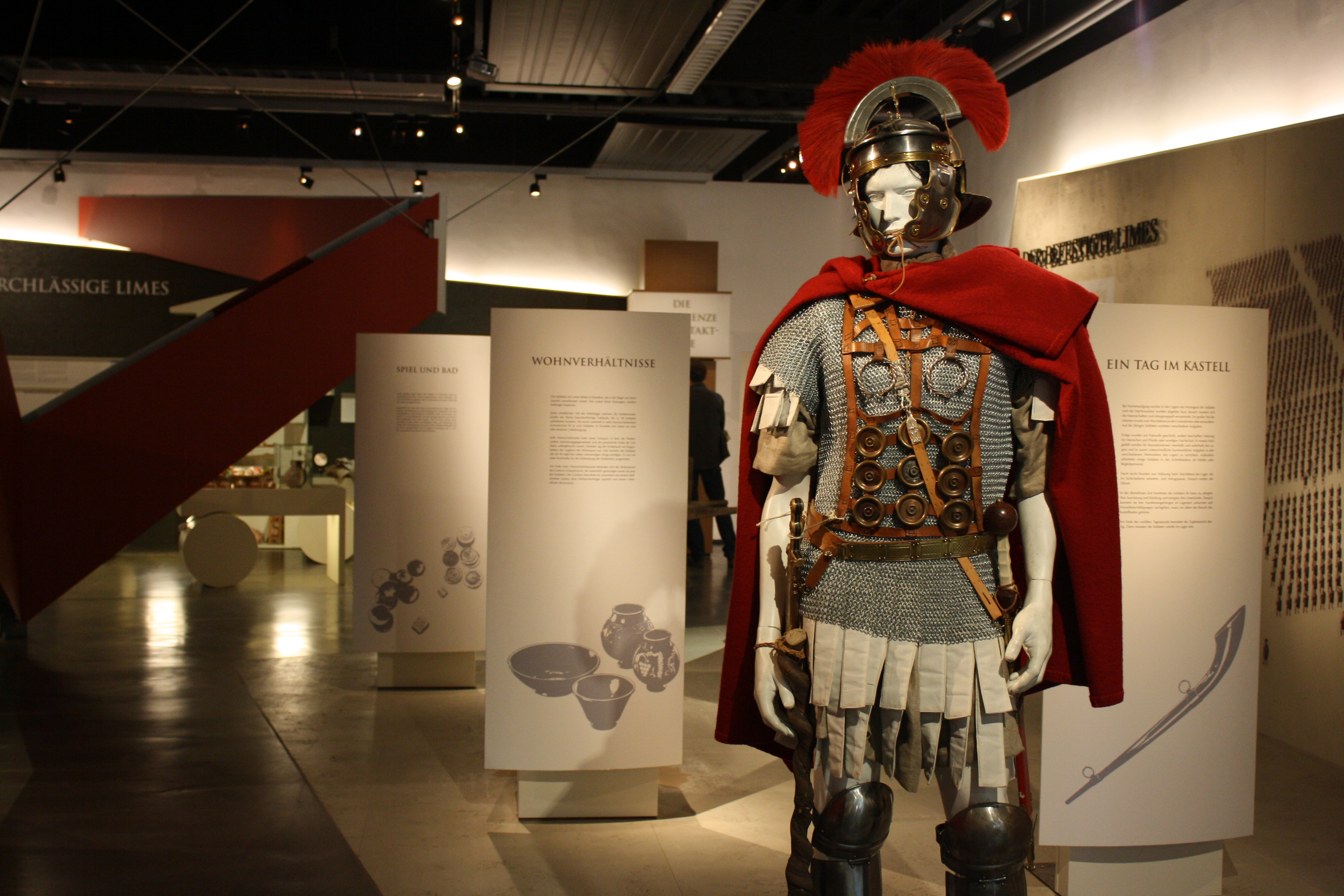
Exposition intérieure